# 一號·西九龍

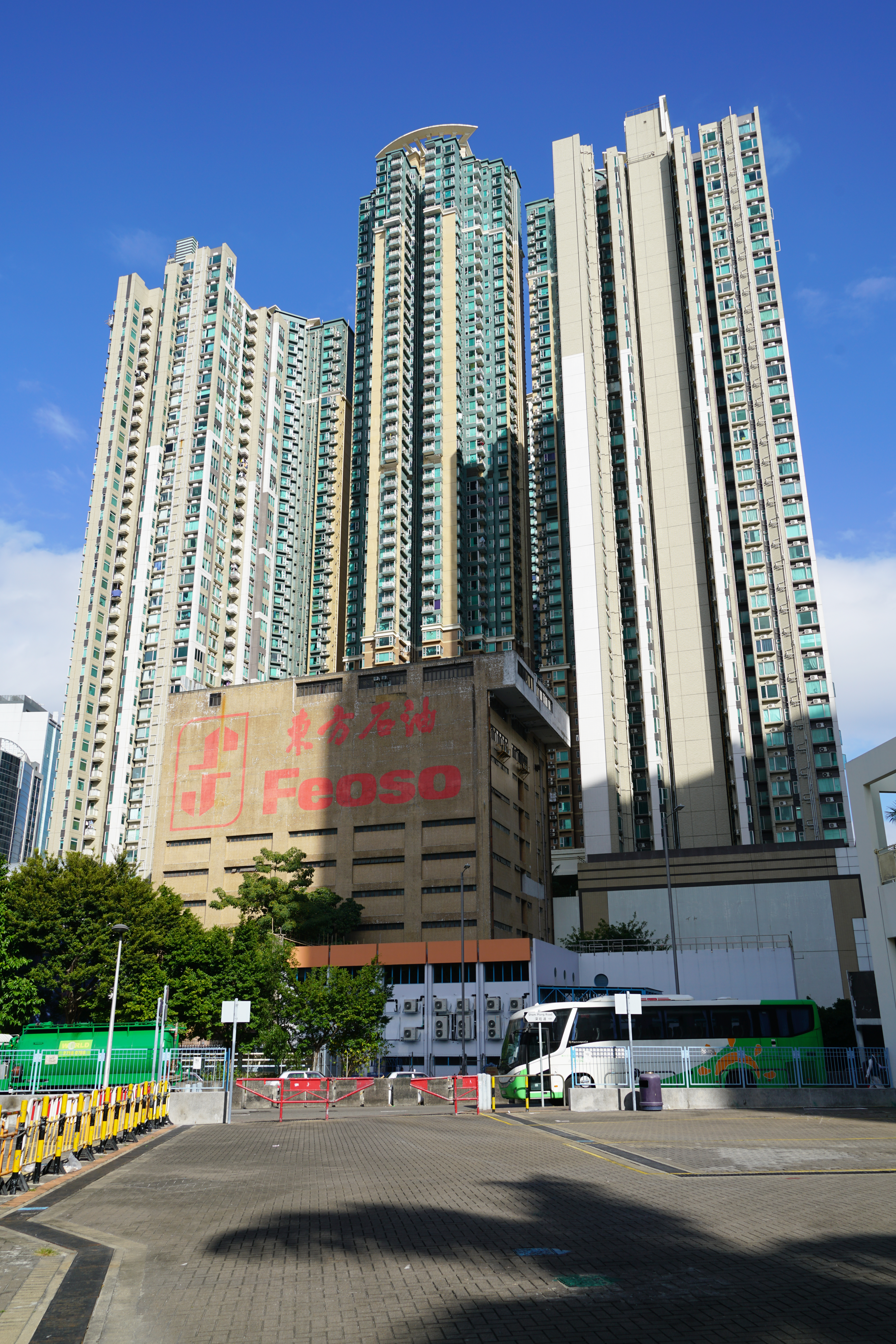
一號·西九龍

一號‧西九龍（英語：One West Kowloon）是長江實業於香港九龍長沙灣興建的私人屋苑，前身為僑企船廠廠房，位處九龍荔枝角道873號，建築師為馬梁建築師事務所，2013年11月入伙 。毗鄰泓景臺，建築分為兩座，第1座名為玲瓏邸，第2座為玥瓏邸，共提供286伙住宅單位。單位主要為約1,150至1,170呎的3房戶，入場呎價1.38萬，售價約1,600萬起。

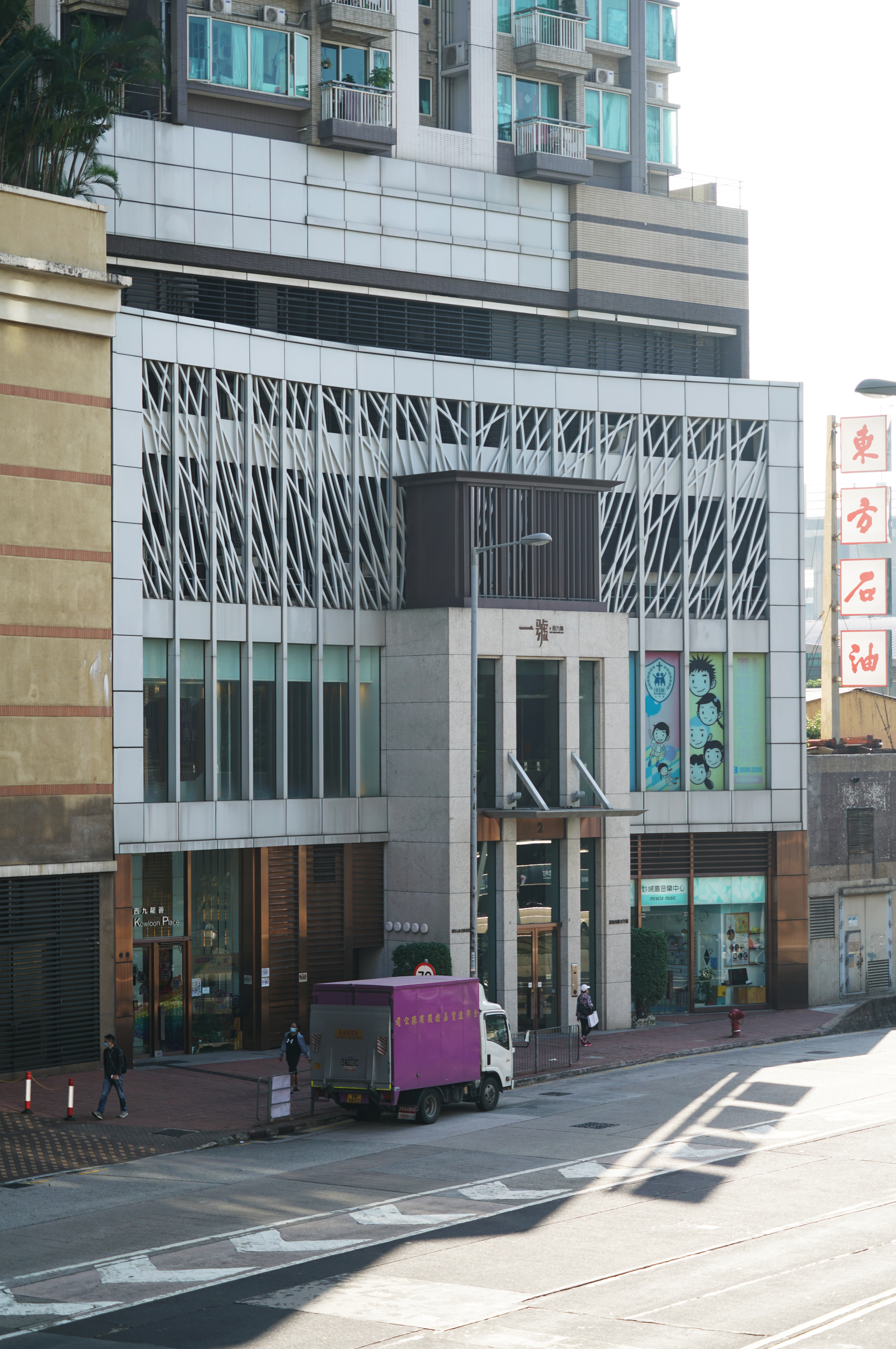
基座1樓全層為幼稚園，北面地下為音樂中心
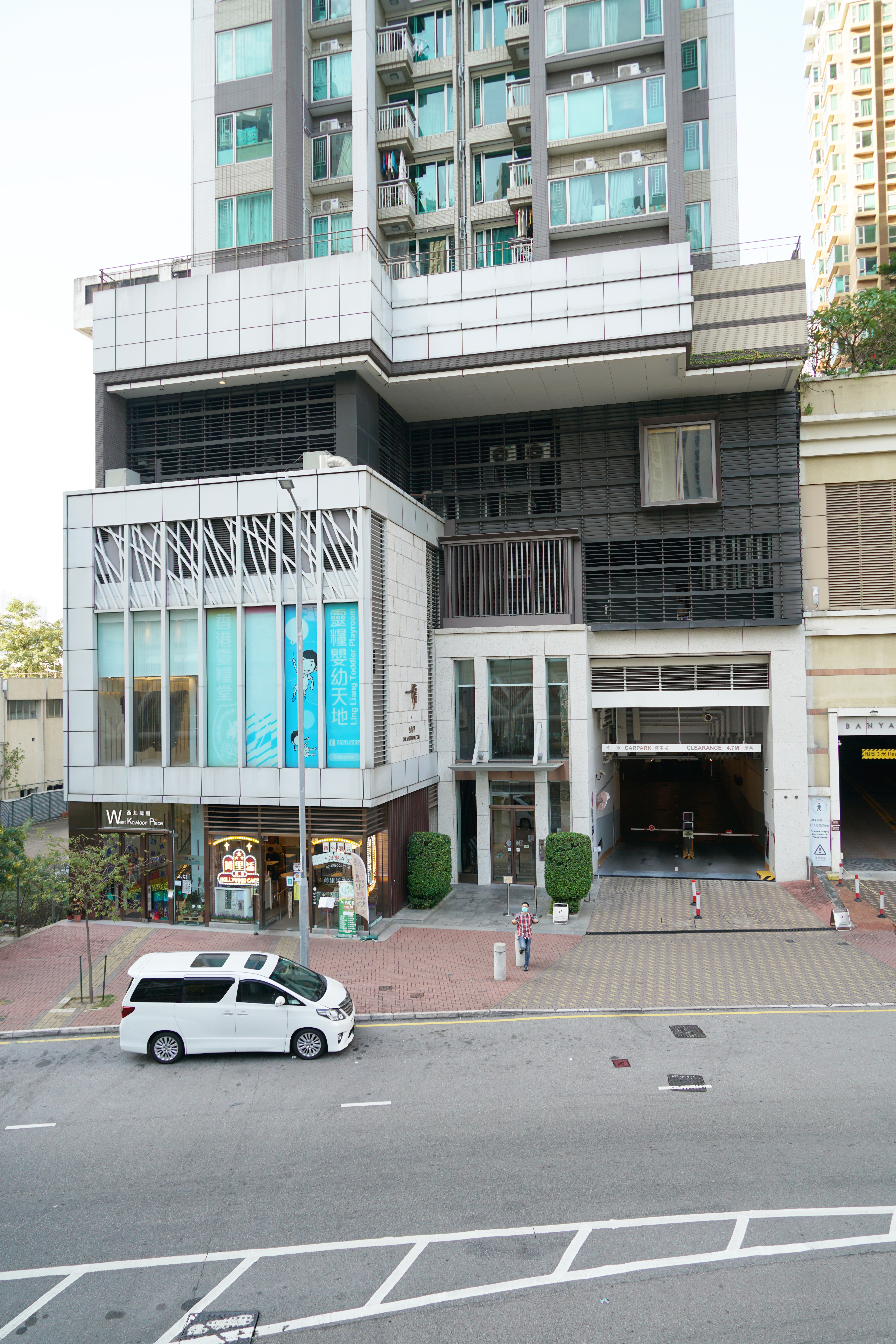
基座南面地下為荷里活冰室及停車場入口

## 批評

### 樓望樓
由於一號·西九龍與同為長實樓盤泓景臺，最接近處相距只約10米餘，其中1至3座向西、原本擁有開揚及小量海景的單位（C至F室），日後大部分無可避免要「面壁」。有測量師表示，由於1998年八萬五建屋計劃政策下，傾向鼓勵增加住宅發展，所以地皮申改用途或申請作獨立發展都明顯較現時容易，而政府亦不能隨意改動私人地皮的土地用途。